# Fischerhaus Bürgin

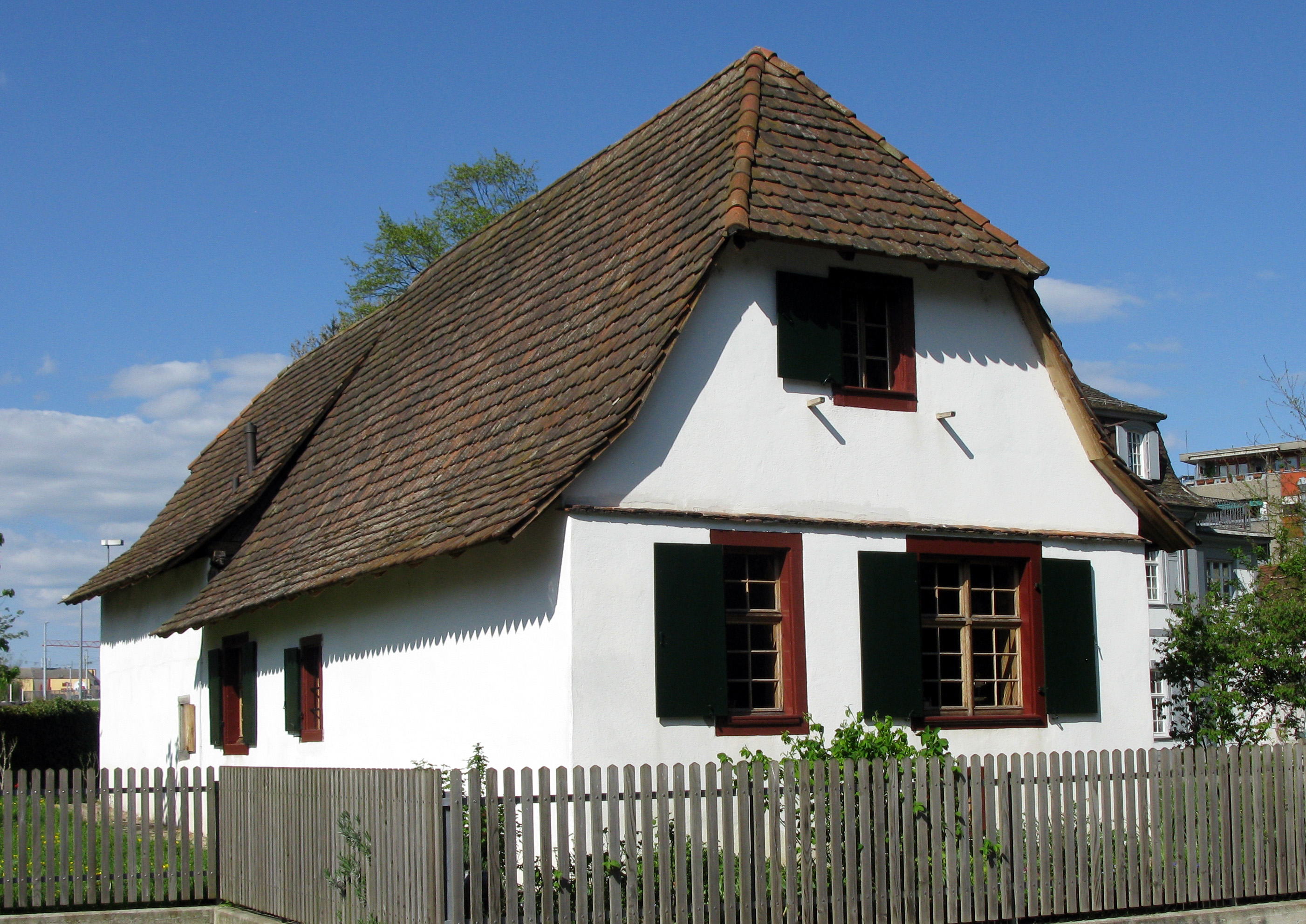
Fischerhaus Bürgin

Das Fischerhaus Bürgin ist ein Gebäude im Basler Quartier Kleinhüningen.
Ungefähr ab 1690 ist eine Familie Bürgin als Fischerfamilie in Kleinhüningen nachweisbar. Der Tradition, den Fischerberuf auszuüben, wurde über Generationen nachgelebt. 1764 und 1765 wurde das Fischerhaus an der Schulgasse gebaut und 1804 ein Stall mit Scheune angebaut. Es erhielt die Adressbezeichnung „Schulgasse 27“. Durch die Industrialisierung wurde die Schulgasse gekürzt und die Verbindung von der Dorfstrasse zum Haus überbaut. Somit war es – umgeben von Industriebauten – isoliert und vom Abbruch bedroht.
1999 wurde die Stiftung pro Fischerhaus Schulgasse 27 gegründet, mit dem Ziel, das Haus innerhalb von Kleinhüningen zu versetzen und für die Zukunft zu retten. Dank Spendeneinnahmen von Privatpersonen, Unternehmungen und Stiftungen kam ein Kapital von rund 800'000 Franken zusammen. 1999 folgte der Abbau, und im Jahr 2000 wurde das ursprüngliche Fischerhaus am Übergang zwischen dem Weilerweg und der Bonergasse bzw. beim Clavelgut sorgfältig wieder aufgebaut. Dabei wurden die früheren Materialien wie Bruchsteinmauerwerk, Sumpfkalkmörtel, gebeilte Hölzer, eine handbearbeitete Wandtäferung, ein beheizbarer Kachelofen und alte Dachziegel mit Hilfe von Spezialhandwerkern nach Möglichkeit wieder eingesetzt. Heute wird das Haus genutzt für Veranstaltungen, wie Bankette, Seminare, Sitzungen, Vorträge und kulturelle Veranstaltungen. 